# Front Row
Front Row — полноэкранный мультимедийный проигрыватель от Apple, являющийся частью Mac OS X. Также используется в качестве пользовательского интерфейса в Apple TV.
Приложение было впервые представлено публике на iMac G5 12 октября 2005 года.

## Описание
Front Row предоставляет доступ к музыкальным записям, фотографиям, фильмам. Интерфейс выполнен графикой и шрифтами увеличенного размера для удобного использования с большого расстояния.
Front Row был установлен на всех компьютерах Mac, поставляемых с операционной системой Mac OS X Snow Leopard 10.6 или ниже, независимо от того, есть ли у них пульт дистанционного управления и инфракрасный датчик.
В Mac OS X 10.5 Front Row сменила дизайн, чтобы больше походить на систему меню Apple TV. Всё управление сводится к переходу из одного меню в другое.
Начиная с операционной системы Mac OS X Lion 10.7 и выше, Front Row более не поставляется в составе Mac OS X.

## Возможности
- С помощью Front Row можно производить воспроизведение и поиск фильмов, просматривать DVD-диски, ТВ-шоу, фотографии, слушать музыку, подкасты на компьютере Mac, используя при этом пульт дистанционного управления Apple Remote.
- Front Row позволяет воспроизводить не только все музыкальные записи в iTunes, фотографии в iPhoto, и т. д., но и также музыку, видео и фото, хранящуюся на других компьютерах Mac в локальной сети (если только на тех Маках запущены iTunes и iPhoto).